# FYN
FYN（fibroblast Yes related novel）は、ヒトではFYN遺伝子にコードされる酵素（プロテインキナーゼ）である。
FYNはSrcファミリーキナーゼに属する約59 kDaのタンパク質であり、発生過程や正常生理においてT細胞や神経細胞のシグナル伝達と関係している。これらのシグナル伝達経路の破壊はさまざまながんの形成に影響を及ぼすことが多い。FYN遺伝子はがん原遺伝子であり、FYNは細胞成長の調節を補助するタンパク質である。DNA配列の変化によってFYN遺伝子はがん遺伝子へと変化し、正常な細胞調節に影響を及ぼすようになる。FYNはチロシンキナーゼファミリーに属し、細胞成長の制御への関与が示唆される膜結合型チロシンキナーゼである。FYNはPI3キナーゼのp85サブユニットと結合し、FYBと相互作用する。FYN遺伝子には異なるアイソフォームをコードする選択的スプライシングバリアントが存在している。

## 歴史
FynはSrcファミリーキナーゼ（SFK）の一員である。Srcファミリーは1976年に発見され、1989年にJ・マイケル・ビショップとハロルド・ヴァーマスに対してノーベル生理学・医学賞が授与された。Fynは1986年にv-yesとv-fgr由来のプローブを用いて同定され、当時はSynまたはSlkと命名されていた。SFKに共通する特徴は、一般的にがんでアップレギュレーションされているということである。FynはFAKやパキシリンと相互作用して細胞の形態や運動性を調節しているという点で、このファミリーの中でも独特である。

## 機能
Fynは、Rasを活性化するインテグリンを介したシグナル伝達経路に関与している。FynはSrcファミリーの非受容体型チロシンキナーゼである（このファミリーにはAbl、Src、FAK、JAKなども含まれる）。Fynはいくつかの細胞表面受容体の下流に位置し、神経発生やT細胞シグナル伝達と関係していることが多い。Fynが活性化されると、細胞の成長や運動性に重要な過程を駆動する下流の分子シグナルが活性化される。Fynは主に細胞膜の細胞質側に局在しており、そこでさまざまなシグナル伝達経路に関与する重要な標的のチロシン残基をリン酸化する。Fynによる標的タンパク質のチロシンリン酸化は標的タンパク質の活性の調節や、標的タンパク質が他のシグナル伝達分子をリクルートするための結合部位の形成をもたらす。こうした正常な生物学的機能が損なわれた場合、変化したFynは正常細胞からがん細胞への形質転換（非浸潤性から浸潤性へ、そして転移性への変化）に関与するようになる。
また、Fynは卵と精子が相互作用した際に生じるIP3を介した迅速なカルシウムシグナルなど、受精の際に重要な役割を果たしているようである。卵母細胞におけるFynの発現レベルは神経細胞やT細胞よりも高く、卵母細胞特異的キナーゼであることが示唆されてきた。いくつかの研究では、Fynが卵母細胞成熟過程において細胞皮質で生じる劇的な生化学的変化を担うことが指摘されている。Fynは精巣においては精子頭部と先体の適切な形態形成に重要な役割を果たしている可能性があり、そしておそらく先体反応にも関与している。

## シグナル伝達経路における役割
がんは正常な経路の機能不全によって引き起こされるため、がんにおけるFynの役割を理解するためには、正常な生物学におけるFynの役割を理解することが重要となる。Fynがどのような過程に関与しているかを理解することは、Fynによる無制御なシグナルを減弱させるための将来的な薬剤開発へ向けて重要な知見となる。
特定のシグナル伝達経路におけるFynの機能の必要性を明らかにするために、次に挙げるようなツールが有用となる。
- Fyn-/-マウス（もしくはFyn、Src、Yes（英語版）トリプルノックアウトマウス（SYF））由来細胞
- Fynのキナーゼ不活性型ドミナントネガティブ変異体（K299M）
- PP2（英語版）など、Srcファミリーキナーゼの薬理的阻害剤（PP2はAbl、PDGFR（英語版）、c-Kitなど他のチロシンキナーゼも阻害する）

こうしたツールを用いることで、FynはT細胞、B細胞受容体シグナル伝達、インテグリンを介したシグナル伝達、成長因子やサイトカイン受容体を介したシグナル伝達、イオンチャネルの機能、細胞接着、軸索誘導、受精、有糸分裂への移行、NK細胞やオリゴデンドロサイト、ケラチノサイトの分化、といったシグナル伝達経路に必要であることが示されている。FynはTLRを介したT細胞による免疫応答にも重要な役割を果たしている。

## 相互作用
FYNは次に挙げる因子と相互作用することが示されている。
- ADD2（英語版）[17]
- BCAR1（英語版）[18][19]
- C-Raf[20]
- CBLC（英語版）[21]
- CD36（英語版）[22][23]
- CD44[24]
- CDH1[25]
- CHRNA7（英語版）[26]
- CTNND1（英語版）[25][27]
- CBL[28][29]
- CSF1R（英語版）[30]
- DLG4（英語版）[31][32]
- DAG1（英語版）[33]
- EPHA8（英語版）[34]
- FYB（英語版）[35][36]
- FASLG[37][38]
- GNB2L1（英語版）[39][40]
- GRIN2A（英語版）[31][32][41][42]
- ITK（英語版）[43][44]
- JAK2[45]
- KHDRBS1[46][47]
- LCK（英語版）[48]
- LKB1[49]
- NPHS1（英語版）[50][51]
- PAG1（英語版）[52]
- PIK3R2（英語版）[53]
- PRKCQ（英語版）[54]
- PTK2B（英語版）[55][56][57]
- PTK2[58][59]
- PTPRT（英語版）[60]
- UNC119（英語版）[61]
- RICS（英語版）[62]
- SH2D1A（英語版）[63][64]
- SKAP1（英語版）[36][65][66]
- SYK（英語版）[29]
- TNK2（英語版）[67]
- TRPC6（英語版）[68]
- tau[69]
- TrkB[70]
- TYK2[71]
- TUBA3C（英語版）[69]
- WASP（英語版）[72][73][74]
- ZAP70（英語版）[75]

## がん生物学における役割
Srcファミリーキナーゼは一般に、浸潤や腫瘍の進行、上皮間葉転換、血管新生、転移の発生といった、がんのプログレッションの全ての特徴と関係している。Fynの細胞成長や増殖における機能が、がん細胞のプログレッションや転移に利用されている可能性がある。Fynの過剰発現は正常細胞の形態的形質転換を駆動したり、足場非依存性増殖や顕著な形態変化を増加させたりすることが知られている。
FYNの過剰発現は、前立腺がん、膠芽腫、頭頸部扁平上皮がん、膵臓がん、慢性骨髄性白血病、メラノーマとの関係が研究されている。FYNの過剰発現は前立腺がんではAktの抗アポトーシス活性を促進し、正常な細胞死経路を回避する能力の獲得をもたらす（これはがんの一般的特徴の1つである）。さらに膠芽腫では、SRCとFYNは発がん性EGFRシグナルのエフェクターであることが知られており、腫瘍の浸潤とがん細胞の生存をもたらす。
細胞遊走や接着におけるFYNの機能は、がん成長のためにインテグリンやFAKの利用を可能にする。インテグリンは細胞外マトリックスと相互作用し、細胞の形状や運動性に影響を及ぼすシグナルを伝達する細胞表面受容体である。FAKはフォーカルアドヒージョンへリクルートされるチロシンキナーゼであり、指向性を持った細胞運動に重要な役割を果たしている。これらの経路は形状や運動性に影響を及ぼす細胞イベントを媒介しているため、その異常によってがん細胞の形状や運動性の変化が可能となり、高度な浸潤や転移の可能性が高まっている可能性がある。がんのプログレッションにおけるFynの役割が研究されている他の経路としては、Rac、RhoファミリーGTPアーゼ、Ras、ERK、MAPKなどがある。
このような理由により、FYNは抗がん治療研究において一般的な標的となっている。FYN（やその他のSrcファミリーキナーゼ）の阻害は、細胞成長の低下を引き起こす。さらに、内在性Fynの競合的阻害因子となるキナーゼ不活性型Fynの発現は、マウスの原発腫瘍のサイズを縮小させることが示されている。FAKやパキシリンの阻害だけでなく、FYN特有の識別特性を特異的に標的化することで、非常に効果的な分子標的併用治療となる可能性がある。また、FYN阻害剤はアルツハイマー病治療約としての可能性も研究されている。

## 関連文献
- “Wiskott-Aldrich syndrome protein, WASP.”. Int. J. Biochem. Cell Biol. 31 (3–4):  383–7. (1999). doi:10.1016/S1357-2725(98)00118-6. PMID 10224664.
- “The functional significance of Shc in insulin signaling as a substrate of the insulin receptor.”. Endocr. J. 47 (4):  373–81. (2000). doi:10.1507/endocrj.47.373. PMID 11075717.
- “Interactions of HIV-1 proteins gp120 and Nef with cellular partners define a novel allosteric paradigm.”. Curr. Protein Pept. Sci. 5 (1):  1–8. (2004). doi:10.2174/1389203043486955. PMID 14965316.
- “HIV/SIV escape from immune surveillance: focus on Nef.”. Curr. HIV Res. 2 (2):  141–51. (2004). doi:10.2174/1570162043484924. PMID 15078178.
- “Nef: "necessary and enforcing factor" in HIV infection.”. Curr. HIV Res. 3 (1):  87–94. (2005). doi:10.2174/1570162052773013. PMID 15638726.
- “Modelling thymic HIV-1 Nef effects.”. Curr. HIV Res. 4 (1):  57–64. (2006). doi:10.2174/157016206775197583. PMID 16454711.